# Laimjala
Koordinaten: 58° 25′ N, 23° 0′ O
Laimjala (deutsch Laimjall) ist ein Dorf (estnisch küla) in der Landgemeinde Saaremaa auf der größten estnischen Insel Saaremaa. Bis 2017 war es der Hauptort einer gleichnamigen Landgemeinde.

## Einwohnerschaft und Lage
Das Dorf hat 108 Einwohner (Stand 31. Dezember 2011). Es liegt 36 Kilometer nordöstlich der Inselhauptstadt Kuressaare.

## Geschichte
Das Dorf Laimjala wurde erstmals 1645 unter dem Namen Laydmell urkundlich erwähnt. Zur selben Zeit ist das örtliche Gut urkundlich belegt. Ab 1793 befand es sich in Privateigentum, zunächst unter dem Generalmajor Jakob Pistor. Es wurde zunächst Gustavsdahl genannt, später Laimjala. Das Gut wechselte oft seine Besitzer.
Letzter Privateigentümer vor der Enteignung im Zuge der Estnischen Landreform 1919 war der Deutschbalte Eduard Heinrich Hartwig Reinhold von Sass (1900–1946).

## Herrenhaus
Das historische Herrenhaus wurde Anfang des 19. Jahrhunderts unter der Familie Nolcken, denen Laimjala ab 1808 gehörte, im Stil des frühen Klassizismus errichtet. Charakteristisch für das langgestreckte, eingeschossige Gebäude aus Stein ist der hohe Dreiecksgiebel über der Mittelachse. Der auf Saaremaa bekannte Bildhauer Jüri Veller schuf Anfang des 20. Jahrhunderts für die Paradetreppe zwei repräsentative Löwen aus Dolomit.
In dem Herrenhaus befand sich bis 2017 die Verwaltung der Landgemeinde.

## Persönlichkeiten
- Henno Käo (1942–2004), Schriftsteller, Graphiker und Buchillustrator
- Tõnis Käo (1940–2016), Industriedesigner